# Halixodes truncipes
Halixodes truncipes är en kvalsterart som först beskrevs av Charles Chilton 1883.  Halixodes truncipes ingår i släktet Halixodes och familjen Halacaridae. Inga underarter finns listade i Catalogue of Life.